# Choi Hyun-wook
Dans ce nom coréen, le nom de famille, Choi, précède le nom personnel.
Pour les articles homonymes, voir Choi.
Choi Hyun-wook (hangeul : 최현욱 ; hanja : 崔顯旭 ; RR : Choe Hyeon-uk ; MR : Ch'oe Hyŏnuk), est un acteur sud-coréen, né le 30 janvier 2002 à Incheon.

## Biographie

### Jeunesse et formation
Choi Hyun-wook naît le 30 janvier 2002 à Incheon.
Jeune, il fréquente le lycée Gangneung, qu'il abandonne, ainsi que l'équipe de baseball de l'école, afin de transferrer au lycée des multi-Arts de Hanlim (Séoul) dans le département de diffusion et de divertissement : il y obtient son diplôme.     

### Carrière
Fin mars 2023, aux côtés de Nam Ji-hyun et Kim Moo-yeol, il est choisi pour rôle principal, celui de Seo Ho-soo, dans la série policière Hi Cookie (하이쿠키) et aussi, au début d'avril, pour le rôle de Lee-chan dans la série à la fois fantastique et romantique Twinkling Watermelon (반짝이는 워터멜론), aux côtés de Ryeoun, Seol In-ah et Shin Eun-soo, pour la chaîne TVN.

## Filmographie

### Télévision

#### Séries télévisées
- 2019-2020 : Real: Time: Love (리얼:타임:러브) : Moon Ye-chan (saison 1-4)
- 2020 : Pop Out Boy! (만찢남녀) : Noh Ye-joon
- 2021 : Taxi Driver (en) (모범택시) : Park Seung-tae (2 épisodes)
- 2021 : Racket Boys (라켓소년단) : Na Woo-chan
- 2021 : Jirisan (en) (지리산) : Lim Cheol-kyeong, adolescent (épisode 6)
- 2022 : Twenty-Five Twenty-One (스물다섯 스물하나) : Moon Ji-woong
- 2022 : Héros fragile (약한영웅 Class 1) : An Soo-ho
- 2022 : D.P. (디피) : Sin Ah-hwi (saison 2)
- 2023 : Twinkling Watermelon (반짝이는 워터멜론)  : Lee-chan
- 2023 : Hi Cookie (하이쿠키) : Seo Ho-soo
- 2025 : My Dearest Nemesis (그놈은 흑염룡) : Ban Joo-yeon
- 2025: Weak Hero Class 2 : An Soo-ho

## Distinctions

### Récompense
- SBS Drama Awards 2021 : meilleur acteur débutant dans Taxi Driver (en) et Racket Boys[4]

### Nominations
- APAN Star Awards 2022 : meilleur acteur débutant dans Racket Boys et Twenty-Five Twenty-One[5]
- Baeksang Arts Awards 2022 : meilleur acteur début à la télévision dans Twenty-Five Twenty-One[6]